# The Van
Pour les articles homonymes, voir Van.
Pour plus de détails, voir Fiche technique et Distribution.
The Van est un film britannico-irlando-américain réalisé par Stephen Frears et sorti en 1996. Il s'agit d'une adaptation du roman du même nom de Roddy Doyle, qui signe lui-même le scénario.
Il est présenté en compétition officielle au festival de Cannes 1996.

## Synopsis
Dans le sillage de la folie engendrée par le parcours de l'équipe d'Irlande de football lors de la Coupe du monde de football de 1990, des chômeurs de Dublin mettent en place un commerce ambulant de sandwiches dans une camionnette.

## Fiche technique
- Titre : The Van
- Réalisation : Stephen Frears
- Scénario : Roddy Doyle, d'après son propre roman
- Direction artistique : Fiona Daly
- Musique : Eric Clapton et Richard Hartley
- Photographie : Oliver Stapleton
- Montage : Mick Audsley
- Décors : Mark Geraghty
- Costumes : Consolata Boyle
- Production : Lynda Myles
  - Producteur délégué : Mark Shivas
  - Producteur exécutif : Mary Alleguen
  - Coproducteur : Roddy Doyle
- Sociétés de production : BBC Films, Beacon Pictures, A Deadly Films Production et Fox Searchlight Pictures
- Distribution :  Suisse : Filmcoopi Zürich
- Pays de production :  Royaume-Uni,  Irlande et  États-Unis
- Durée : 100 minutes
- Dates de sortie :
  - France : 11 mai 1996 (festival de Cannes)
  - France : 28 août 1996
  - Suisse romande : 6 septembre 1996
  - Belgique : 23 octobre 1996
  - Royaume-Uni : 29 novembre 1996

## Distribution
- Colm Meaney : Larry
- Donal O'Kelly : Brendan Reeves
- Ger Ryan : Maggie Reeves
- Caroline Rothwell : Mary, la femme de Larry
- Neilí Conroy : Diane, la fille de Larry
- Rúaidhrí Conroy : Kevin, le fils de Larry
- Brendan O'Carroll : Weslie
- Stuart Dunne : Sam

## Distinctions
- 1996 : nommé au festival de Cannes.